# افشای اسناد قوه قضاییه (۱۴۰۲)
افشای اسناد قوه قضاییه اشاره به درز اطلاعات به‌دست آمده از هک سرورهای این نهاد حکومتی توسط گروه هکری عدالت علی در ۱ اسفندماه ۱۴۰۲ دارد.

## هک سرورها
۱ اسفندماه ۱۴۰۲، گروه هکری عدالت علی مدعی شد که پس از هک سرورهای قوه قضاییه جمهوری اسلامی ایران، به میلیون‌ها پرونده و تعدادی اسناد محرمانه دست یافته و برخی از این اسناد را در کانال تلگرام خود منتشر کرد.

## شرح اسناد منتشرشده
این اسناد حاکی از بازداشت ۶۶ خبرنگار در چهار ماه نخست خیزش ۱۴۰۱ ایران است که از این تعداد ۳۸ نفر در تهران و ۲۸ خبرنگار در سایر نقاط ایران دستگیر شده‌اند. همچنین در این اسناد جزئیاتی از پرونده‌های امنیتی چهره‌های مشهوری چون علی دایی، وریا غفوری و ترانه علیدوستی به‌چشم می‌خورد همچنین در یکی از فهرست‌های خرید مربوط به دادسرای ناحیه ۳۸ تهران، ردیفی مربوط به تعمیر و سردوزی شلاق دیده می‌شود. سند دیگری از یک مؤسسه نام برده که در سال ۱۳۹۶ از سپاه پاسداران برای پروژه‌ای در راستای ترویج حجاب اسلامی مبلغ ۱۸ میلیارد تومان پول دریافت کرده و آن را صرف خرید ملک، ارز و خودرو کرده.
این گروه هکری از وبسایتی رونمایی کرد که ادعا می‌کند حاوی اطلاعات سه میلیون پرونده قضایی است.

## واکنش قوه قضاییه
دادگستری استان تهران هک سامانه‌های مربوط به قوه قضاییه را تکذیب کرد و اسناد منتشرشده را مخدوش و غیرقابل استناد خواند. در واکنش، این گروه تصویری با عنوان «قدم‌زدن» در سامانه مدیریت پرونده‌های قضایی منتشر کرد. همچنین برخی از افراد و چهره‌هایی که پرونده آن‌ها در میان اسناد منتشرشده در وبسایت قرار دارد، صحت این اطلاعات را تأیید کرده‌اند.

## نگرانی‌های مرتبط با حریم خصوصی
انتقادهایی نسبت به نقض حریم خصوصی شهروندان پس از انتشار اسناد قضایی توسط این گروه مطرح شده. منتقدان باور دارند که از این اطلاعات که به‌صورت عمومی منتشر شده، ممکن است علیه افراد استفاده شود.